# George Carl
George Carl (né dans l'Ohio, le 7 mai 1916 et mort à Las Vegas, le 1er janvier 2000) est un humoriste et un clown, américain d'origine italienne. 

## Biographie
Fils d’un fermier napolitain, né le 7 mai 1916 dans une famille nombreuse de treize enfants, cet excentrique américain, Clown d’or en 1979 lors du VIe Festival international du cirque de Monte-Carlo, peut à juste titre revendiquer une place de choix au Panthéon du cirque, même s’il a, au cours de sa longue carrière, beaucoup arpenté les planches de la scène. 
Se produisant sous l’apparence de ”Monsieur Tout le Monde“ au visage buriné, portant un costume étriqué de croque-mort et un chapeau rétréci au lavage, Georges Carl, avant de façonner avec le temps un numéro de mime aux démêlés irrésistibles avec le fil de son micro ou avec ses bretelles, a dans un premier temps été jongleur, sauteur sur tremplin élastique et acrobate équestre. Aussi peut-il lors de ses spectacles exécuter avec facilité un saut périlleux arrière ou jongler avec son chapeau.
À peine quelques accessoires, à l'exception d'un microphone, d'un support de microphone, de son chapeau et parfois d'un harmonica, Carl s'emmêle les pinceaux accidentellement dans le cordon du micro, coince son pouce dans le support du microphone et finit par ne rien accomplir pendant le temps passé sur scène.
On a dit qu’il y avait du Buster Keaton dans George Carl : à l'évidence ces deux artistes demeurent imperturbables lors de leur numéro. Pour les cinéphiles, il tourne en 1995 dans Funny Bones, une comédie britannique douce-amère réalisée par Peter Chelsom, où il joue, aux côtés du grand Jerry Lewis, le personnage de Thomas Parker, l'oncle muet de Jack Parker, le neveu benêt interprété par Lee Evans.

## Filmographie
- 1977 : Crazy Horse de Paris de Alain Bernardin
- 1995 : Funny Bones de Peter Chelsom : Thomas Parker